# 吳家駿 (籃球運動員)
吳家駿（1994年3月3日—）是臺灣男子籃球運動員，場上主打後衛位置，現效力於台灣職業籃球大聯盟福爾摩沙夢想家。

## 生平
吳家駿是泰雅族人，畢業於大倫國中、南山高中、國立體育大學，2016年7月在超級籃球聯賽新人選秀會第一輪第七順位被璞園建築相中，2020年球團兵分二路參賽P. LEAGUE+，吳家駿原先被列為桃園領航猿的成員，最後仍續留超級籃球聯賽（SBL）。2021年8月轉戰桃園領航猿。2022年7月14日，桃園領航猿將吳家駿連同林耀宗交易至福爾摩沙台新夢想家，換回成力煥與2022年新人選秀會第一輪選秀權。2022年11月27日，吳家駿在對上新北國王的比賽中以手勢批評、侮辱裁判，被P. LEAGUE+開罰新臺幣1萬5000元。2024年7月4日，福爾摩沙夢想家宣布與吳家駿續約3年。

## 外部連結
- 吳家駿的Instagram帳戶
- 吳家駿在fiba.basketball（英语）
- 吳家駿在archive.fiba.com（存檔）（英语）
- 吳家駿在P. LEAGUE+
- 吳家駿在台灣職業籃球大聯盟
- 吳家駿在Eurobasket.com（球員）（英语）
- 吳家駿在RealGM（英语）
- 吳家駿在Flashscore（英语）